# A Mente Nova do Rei
A Mente Nova do Rei (A Mente Virtual, em Portugal, The Emperor's New Mind, em língua inglesa) é um livro escrito pelo físico e matemático inglês Roger Penrose, escrito em linguagem menos técnica com a finalidade de atingir o público leigo informado.
É um livro com um único tema, porém com inúmeros sub temas.
No primeiro capítulo é abordado uma questão, que será primordial no decorrer do livro. Será que um computador poderá possuir inteligência igual ou superior a de um ser humano?
No mesmo capítulo é descrito o teste de Turing, (Alan Turing, será muito citado no livro de Penrose), esse teste resumidamente é testar a inteligência de uma máquina para distinguir se possui ou não inteligência, é necessário à ajuda de dois seres humanos o interrogador e o concorrente do computador. O interrogador fará perguntas tanto para o computador como para o ser humano interrogado, ambos responderam de forma impessoal, por meio de teclados, portanto o interrogador nunca saberá quem está respondendo e poderá testar a inteligência do computador.
A inteligência artificial terá seus conceitos descritos para demonstrar sua importância e seus aplicativos no mundo. É comentado brevemente sobre o Cágado de W. Grey Walter, e os trabalhos que posteriormente a esse utilizam IA. As abordagens a seguir serão a dor e o prazer, ou melhor as emoções em geral e a questão da máquina conseguir algum dia possuir elas.
A sala chinesa do filósofo John Searle se refuta o argumento do Teste de Turing, pois não aceita que as asserções ou respostas dadas por um programa baseado na máquina de Turing respresetem conhecimento ou consciencia por parte da máquina, mas apenas o resultado de operações sintáticas, sem correspondência semantica com o mundo.
Esses são alguns sub temas que entraram no livro, mas o tema principal sempre será a questão da superação da criatura perante seu criador. A máquina poderá superar o ser humano?